# Osteoprotegerina
L'osteoprotegerina, anche chiamata recettore del fattore di necrosi tumorale 11B e come fattore di inibizione dell'osteoclastogenesi (OCIF, dall'acronimo in lingua inglese per osteoclastogenesis inhibitory factor), è una proteina recettoriale che, nell'essere umano, è codificata dal gene TNFRSF11B e fa parte della superfamiglia dei recettori del fattore di necrosi tumorale.

## Struttura
Si tratta di una glicoproteina basica formata da 401 residui aminoacidici organizzati in sette domini strutturali. Può essere presente come monomero da 60 kDa o come dimero da 120 kDa unito da ponti disolfuro.

## Funzione
L'osteoprotegerina inibisce, mediante il legame con RANKL, il fattore di trascrizione NF-κB che è coinvolto nella regolazione dei geni che codificano per proteine della risposta immunitaria, intervenendo nell'infiammazione, nell'immunità innata, nella sopravvivenza e nella differenziazione cellulare. La sua concentrazione dipende dai canali del calcio voltaggio-dipendenti del tipo Cav1.2. La sua funzione è quella di ridurre la produzione di osteoclasti inibendo la differenziazione dei suoi precursori, correlati con i monociti/macrofagi e derivanti ed è coinvolta anche nella regolazione del riassorbimento degli stessi osteoclasti sia in vivo, sia in vitro.

## Significato clinico
Elevati livelli di osteoprotegerina sono stati riscontrati in alcune malattie cardiache, in disordini mentali gravi e nella risposta sierica all'effetto placebo in presenza di sindrome del colon irritabile. Anche nelle pseudoartrosi atrofiche delle ossa lunghe sono stati ritrovati livelli ematici più alti di OPG rispetto ai controlli guariti o in corso di guarigione. 
La produzione di osteoprotegerina può essere stimolata in vivo dalla somministrazione di estrogeni e stronzio ranelato, quest'ultimo farmaco utilizzato nel trattamento dell'osteoporosi. Il denosumab, anticorpo monoclonale usato per la terapia della stessa malattia, agisce in pratica come l'osteoprotegerina, complessando RANKL.
L'osteoprotegerina umana ricombinante agisce specificatamente sul tessuto osseo, aumentandone la densità minerale e il volume. Durante la missione spaziale STS-108, nel 2001, sono stati valutati gli effetti dell'osteoprotegerina sui ratti in condizioni di microgravità ed è stato dimostrato che previene l'aumento del riassorbimento osseo e mantiene la mineralizzazione. L'osteoprotegerina è stata sperimentata per ridurre il riassorbimento osseo in donne con osteoporosi post-menopausale e in pazienti con metastasi ossee di tipo litico.